# Ben & Gunnar
Ben & Gunnar – en liten film om manlig vänskap, svensk TV-film från 1999 av Killinggänget, regisserad av Tomas Alfredson. Filmen är den andra i Killinggängets minifilmserie Fyra små filmer.
Filmen är en pastisch på När Harry mötte Sally.

## Handling
Ben & Gunnar blir bekanta med varandra under en gemensam bilresa från Stockholm till Göteborg sommaren 1985 för att gå på Bruce Springsteen på Ullevi. Ben berättar att han föredrog Springsteen tidigare, när han hade skägg, men stämningen blir stel eftersom Ben säger till Gunnar att han tycker att Gunnar är "skön" och senare berättar att han anser att två män kan inte vara bara vänner utan att de till slut alltid vill ha sex med varandra. Under filmen visas intervjuer av män med skägg och anekdoter kring dessa.

## Rollista
- Johan Rheborg – Gunnar
- Robert Gustafsson – Ben
- Jonas Inde – Tobbe
- Cecilia Frode – Hanna
- Lotta Beling
- Sara Key
- Henrik Schyffert
- Karin Weyvadt
- Thomaz Ransmyr
- Michael Grenebjer